# Uczelnie publiczne w Polsce
Lista polskich uczelni publicznych w podziale według lokalizacji (poniższy wykaz nie uwzględnia kolegiów nauczycielskich i nauczycielskich kolegiów języków obcych, jako że ośrodki te nie mają, jako samodzielne jednostki, statusu uczelni ani uprawnień do nadawania tytułów zawodowych).
W roku akademickim 2012/2013 w Polsce działały 132 uczelnie publiczne, kształcąc 1 217 477 studentów, z czego 886 tys. na studiach stacjonarnych i 331 tys. na studiach niestacjonarnych.
Użyty w spisie termin „oddział” może odnosić się do: filii, wydziału/wydziałów, wydziału zamiejscowego/wydziałów zamiejscowych, instytutu zamiejscowego, ośrodka dydaktycznego lub innej jednostki organizacyjnej prowadzącej działalność dydaktyczną poza miastem mieszczącym siedzibę uczelni.

## Biała Podlaska
- Akademia Bialska Nauk Stosowanych Jana Pawła II
- Akademia Wychowania Fizycznego Józefa Piłsudskiego w Warszawie – Filia w Białej Podlaskiej
- Uniwersytet Technologiczno-Humanistyczny im. Kazimierza Pułaskiego w Radomiu – Zamiejscowy Ośrodek Dydaktyczny w Białej Podlaskiej

## Białystok
- Uniwersytet w Białymstoku
- Uniwersytet Medyczny w Białymstoku
- Politechnika Białostocka
- Uniwersytet Muzyczny Fryderyka Chopina w Warszawie – Oddział w Białymstoku
- Akademia Teatralna im. Aleksandra Zelwerowicza w Warszawie – Oddział w Białymstoku

## Bielsko-Biała
- Uniwersytet Bielsko-Bialski
- Uniwersytet Ekonomiczny w Katowicach – Oddział w Bielsku-Białej

## Biłgoraj
- Uniwersytet Marii Curie-Skłodowskiej w Lublinie – Oddział w Biłgoraju

## Bolesławiec
- Uniwersytet Ekonomiczny we Wrocławiu – Zamiejscowy Ośrodek Dydaktyczny

## Brodnica
- Uniwersytet Mikołaja Kopernika w Toruniu – Oddział w Brodnicy

## Bydgoszcz
- Akademia Muzyczna im. Feliksa Nowowiejskiego w Bydgoszczy
- Uniwersytet Kazimierza Wielkiego w Bydgoszczy
- Politechnika Bydgoska im. Jana i Jędrzeja Śniadeckich
- Uniwersytet Ekonomiczny w Poznaniu – Oddział w Bydgoszczy
- Uniwersytet im. Adama Mickiewicza w Poznaniu – Oddział w Bydgoszczy
- Uniwersytet Mikołaja Kopernika w Toruniu – Collegium Medicum im. Ludwika Rydygiera w Bydgoszczy

## Bytom
- Śląski Uniwersytet Medyczny w Katowicach – Oddział w Bytomiu

## Chełm
- Państwowa Akademia Nauk Stosowanych w Chełmie

## Chorzów
- Uniwersytet Śląski w Katowicach – Oddział w Chorzowie

## Chrzanów
- Politechnika Krakowska im. Tadeusza Kościuszki – Oddział w Chrzanowie

## Ciechanów
- Państwowa Uczelnia Zawodowa im. Ignacego Mościckiego w Ciechanowie

## Cieszyn
- Uniwersytet Śląski w Katowicach – Oddział w Cieszynie

## Częstochowa
- Uniwersytet Humanistyczno-Przyrodniczy im. Jana Długosza w Częstochowie
- Politechnika Częstochowska

## Dąbrowa Górnicza
- Akademia Górniczo-Hutnicza im. Stanisława Staszica w Krakowie – Oddział w Dąbrowie Górniczej[2]

## Dębica
- Uniwersytet Ekonomiczny w Krakowie – Oddział w Dębicy

## Dęblin
- Lotnicza Akademia Wojskowa

## Dzierżoniów
- Uniwersytet Ekonomiczny we Wrocławiu – Oddział w Dzierżoniowie

## Elbląg
- Akademia Nauk Stosowanych w Elblągu
- Uniwersytet Gdański – Oddział w Elblągu
- Uniwersytet Warmińsko-Mazurski w Olsztynie – Oddział w Elblągu

## Gdańsk
- Akademia Muzyczna im. Stanisława Moniuszki w Gdańsku
- Akademia Sztuk Pięknych w Gdańsku
- Akademia Wychowania Fizycznego i Sportu im. Jędrzeja Śniadeckiego w Gdańsku
- Gdański Uniwersytet Medyczny
- Politechnika Gdańska
- Uniwersytet Gdański

## Gdynia
- Akademia Marynarki Wojennej im. Bohaterów Westerplatte w Gdyni
- Uniwersytet Morski w Gdyni
- Uniwersytet Gdański – Oddział w Gdyni

## Gliwice
- Politechnika Śląska w Gliwicach

## Głogów
- Państwowa Wyższa Szkoła Zawodowa w Głogowie
- Uniwersytet Ekonomiczny we Wrocławiu – Oddział w Głogowie

## Gniezno
- Akademia Nauk Stosowanych im. Hipolita Cegielskiego w Gnieźnie Uczelnia Państwowa
- Uniwersytet im. Adama Mickiewicza w Poznaniu – Oddział w Gnieźnie

## Gorlice
- Uniwersytet Ekonomiczny w Krakowie – Oddział w Gorlicach

## Gorzów Wielkopolski
- Akademia im. Jakuba z Paradyża w Gorzowie Wielkopolskim
- Akademia Wychowania Fizycznego im. Eugeniusza Piaseckiego w Poznaniu – Oddział w Gorzowie Wielkopolskim
- Politechnika Szczecińska – Oddział w Gorzowie Wielkopolskim
- Uniwersytet im. Adama Mickiewicza w Poznaniu – Oddział w Gorzowie Wielkopolskim
- Uniwersytet Szczeciński – Oddział w Gorzowie Wielkopolskim

## Grudziądz
- Uniwersytet Mikołaja Kopernika w Toruniu – Oddział w Grudziądzu

## Hajnówka
- Politechnika Białostocka – Oddział w Hajnówce

## Jarocin
- Uniwersytet im. Adama Mickiewicza w Poznaniu – Oddział w Jarocinie
- Uniwersytet Szczeciński – Oddział w Jarocinie

## Jarosław
- Państwowa Wyższa Szkoła Techniczno-Ekonomiczna im. ks. Bronisława Markiewicza w Jarosławiu

## Jasło
- Uniwersytet Ekonomiczny w Krakowie – Oddział w Jaśle

## Jastrzębie Zdrój
- Akademia Górniczo-Hutnicza im. Stanisława Staszica w Krakowie – Oddział w Jastrzębiu Zdroju[2]
- Akademia Wychowania Fizycznego im. Jerzego Kukuczki w Katowicach – Oddział w Jastrzębiu Zdroju
- Uniwersytet Śląski w Katowicach – Oddział w Jastrzębiu Zdroju

## Jaworzno
- Akademia Górniczo-Hutnicza im. Stanisława Staszica w Krakowie – Oddział w Jaworznie[2]

## Jelenia Góra
- Karkonoska Akademia Nauk Stosowanych w Jeleniej Górze
- Uniwersytet Ekonomiczny we Wrocławiu – Wydział Gospodarki Regionalnej i Turystyki w Jeleniej Górze
- Politechnika Wrocławska – Zamiejscowy Ośrodek Dydaktyczny w Jeleniej Górze

## Kalisz
- Akademia Kaliska im. Prezydenta Stanisława Wojciechowskiego
- Uniwersytet Ekonomiczny w Poznaniu – Oddział w Kaliszu
- Politechnika Poznańska – Oddział w Kaliszu
- Uniwersytet im. Adama Mickiewicza w Poznaniu, zamiejscowy Wydział Pedagogiczno-Artystyczny Uniwersytetu im. Adama Mickiewicza w Poznaniu

## Katowice
- Akademia Muzyczna im. Karola Szymanowskiego w Katowicach
- Akademia Sztuk Pięknych w Katowicach
- Akademia Wychowania Fizycznego im. Jerzego Kukuczki w Katowicach
- Śląski Uniwersytet Medyczny w Katowicach
- Uniwersytet Ekonomiczny w Katowicach
- Uniwersytet Śląski w Katowicach
- Politechnika Śląska w Gliwicach – Oddział w Katowicach

## Kazimierz Dolny
- Kolegium Sztuk Pięknych w Kazimierzu Dolnym Uniwersytetu Marii Curie-Skłodowskiej w Lublinie

## Kędzierzyn-Koźle
- Uniwersytet Ekonomiczny we Wrocławiu – Zamiejscowy Ośrodek Dydaktyczny

## Kielce
- Uniwersytet Jana Kochanowskiego w Kielcach
- Politechnika Świętokrzyska
- Uniwersytet Ekonomiczny w Krakowie – Zamiejscowy Ośrodek Dydaktyczny w Kielcach

## Kłodzko
- Uniwersytet Wrocławski – Oddział w Kłodzku

## Kolbuszowa
- Uniwersytet Rzeszowski – Oddział w Kolbuszowej

## Konin
- Akademia Nauk Stosowanych w Koninie

## Koszalin
- Państwowa Wyższa Szkoła Zawodowa w Koszalinie
- Politechnika Koszalińska
- Uniwersytet Gdański – Oddział w Koszalinie

## Kościan
- Uniwersytet im. Adama Mickiewicza w Poznaniu – Oddział w Kościanie

## Kraków
- Akademia Górniczo-Hutnicza im. Stanisława Staszica w Krakowie
- Akademia Muzyczna im. Krzysztofa Pendereckiego w Krakowie
- Akademia Sztuk Pięknych im. Jana Matejki w Krakowie
- Akademia Wychowania Fizycznego im. Bronisława Czecha w Krakowie
- Akademia Sztuk Teatralnych im. Stanisława Wyspiańskiego w Krakowie
- Politechnika Krakowska im. Tadeusza Kościuszki
- Uniwersytet Ekonomiczny w Krakowie
- Uniwersytet Jagielloński
- Uniwersytet Pedagogiczny im. Komisji Edukacji Narodowej w Krakowie
- Uniwersytet Rolniczy im. Hugona Kołłątaja w Krakowie

## Krosno
- Państwowa Akademia Nauk Stosowanych w Krośnie
- Akademia Górniczo-Hutnicza im. Stanisława Staszica w Krakowie – Oddział w Krośnie[2]

## Krotoszyn
- Uniwersytet im. Adama Mickiewicza w Poznaniu – Oddział w Krotoszynie

## Kutno
- Uniwersytet Łódzki – Zamiejscowy Ośrodek Dydaktyczny

## Legnica
- Collegium Witelona Uczelnia Państwowa
- Politechnika Wrocławska – Zamiejscowy Ośrodek Dydaktyczny w Legnicy

## Leszno
- Akademia Nauk Stosowanych im. Jana Amosa Komeńskiego w Lesznie

## Lublin
- Uniwersytet Marii Curie-Skłodowskiej w Lublinie
- Uniwersytet Medyczny w Lublinie
- Uniwersytet Przyrodniczy w Lublinie
- Politechnika Lubelska
- Katolicki Uniwersytet Lubelski

## Łomża
- Akademia Nauk Stosowanych w Łomży

## Łódź
- Akademia Muzyczna im. Grażyny i Kiejstuta Bacewiczów w Łodzi
- Akademia Sztuk Pięknych im. Władysława Strzemińskiego w Łodzi
- Państwowa Wyższa Szkoła Filmowa, Telewizyjna i Teatralna im. Leona Schillera w Łodzi
- Politechnika Łódzka
- Uniwersytet Medyczny w Łodzi
- Uniwersytet Łódzki

## Mielec
- Akademia Górniczo-Hutnicza im. Stanisława Staszica w Krakowie – Oddział w Mielcu[2]

## Milicz
- Uniwersytet Wrocławski – Oddział w Miliczu

## Nowa Sól
- Uniwersytet Zielonogórski – Oddział w Nowej Soli

## Nowy Sącz
- Akademia Nauk Stosowanych w Nowym Sączu
- Akademia Górniczo-Hutnicza im. Stanisława Staszica w Krakowie – Oddział w Nowym Sączu[2]
- Uniwersytet Pedagogiczny im. Komisji Edukacji Narodowej w Krakowie – Oddział w Nowym Sączu
- Politechnika Krakowska im. Tadeusza Kościuszki – Oddział w Nowym Sączu

## Nowy Targ
- Podhalańska Państwowa Uczelnia Zawodowa w Nowym Targu
- Uniwersytet Ekonomiczny w Krakowie – Oddział w Nowym Targu

## Nysa
- Państwowa Akademia Nauk Stosowanych w Nysie

## Olsztyn
- Uniwersytet Warmińsko-Mazurski w Olsztynie

## Opole
- Państwowa Medyczna Wyższa Szkoła Zawodowa w Opolu
- Politechnika Opolska
- Uniwersytet Opolski

## Ostrołęka
- Warszawski Uniwersytet Medyczny – Oddział w Ostrołęce
- Uniwersytet Łódzki – Oddział w Ostrołęce

## Ostrów Wielkopolski
- Akademia Wychowania Fizycznego im. Eugeniusza Piaseckiego w Poznaniu – Oddział w Ostrowie Wielkopolskim
- Politechnika Łódzka – Oddział w Ostrowie Wielkopolskim
- Uniwersytet im. Adama Mickiewicza w Poznaniu – Oddział w Ostrowie Wielkopolskim
- Uniwersytet Medyczny im. Karola Marcinkowskiego w Poznaniu – Oddział w Ostrowie Wielkopolskim

## Oświęcim
- Małopolska Uczelnia Państwowa im. rotmistrza Witolda Pileckiego w Oświęcimiu

## Piła
- Akademia Nauk Stosowanych im. Stanisława Staszica w Pile
- Politechnika Poznańska – Dzienne studia zawodowe
- Uniwersytet Ekonomiczny w Poznaniu – Ośrodek studiów wyższych
- Uniwersytet im. Adama Mickiewicza w Poznaniu – Wydział zamiejscowy
- Uniwersytet Warmińsko-Mazurski w Olsztynie – Punkt kształcenia

## Piotrków Trybunalski
- Akademia Piotrkowska

## Pleszew
- Uniwersytet im. Adama Mickiewicza w Poznaniu – Oddział w Pleszewie

## Płock
- Akademia Mazowiecka w Płocku
- Politechnika Warszawska – Oddział w Płocku

## Pniewy
- Uniwersytet im. Adama Mickiewicza w Poznaniu – Oddział w Pniewach

## Poznań
- Akademia Muzyczna im. Ignacego Jana Paderewskiego w Poznaniu
- Akademia Wychowania Fizycznego im. Eugeniusza Piaseckiego w Poznaniu
- Politechnika Poznańska
- Uniwersytet im. Adama Mickiewicza w Poznaniu
- Uniwersytet Artystyczny w Poznaniu
- Uniwersytet Ekonomiczny w Poznaniu
- Uniwersytet Medyczny im. Karola Marcinkowskiego w Poznaniu
- Uniwersytet Przyrodniczy w Poznaniu

## Przemyśl
- Państwowa Akademia Nauk Stosowanych w Przemyślu

## Przygodzice
- Uniwersytet Ekonomiczny we Wrocławiu – Zamiejscowy Ośrodek Dydaktyczny

## Racibórz
- Akademia Nauk Stosowanych w Raciborzu
- Akademia Wychowania Fizycznego im. Jerzego Kukuczki w Katowicach – Oddział w Raciborzu

## Radom
- Uniwersytet Technologiczno-Humanistyczny im. Kazimierza Pułaskiego w Radomiu
- Szkoła Główna Gospodarstwa Wiejskiego w Warszawie – Oddział w Radomiu
- Uniwersytet Kardynała Stefana Wyszyńskiego w Warszawie – Oddział w Radomiu
- Uniwersytet Marii Curie-Skłodowskiej w Lublinie – Kolegium Licencjackie w Radomiu
- Uniwersytet Warszawski – Oddział w Radomiu

## Ruda Śląska
- Akademia Górniczo-Hutnicza im. Stanisława Staszica w Krakowie – Oddział w Rudzie Śląskiej[2]

## Rybnik
- Politechnika Śląska w Gliwicach – Oddział w Rybniku
- Uniwersytet Ekonomiczny w Katowicach – Oddział w Rybniku
- Uniwersytet Śląski w Katowicach – Oddział w Rybniku

## Rzeszów
- Politechnika Rzeszowska im. Ignacego Łukasiewicza
- Uniwersytet Rzeszowski

## Sandomierz
- Uniwersytet Jana Kochanowskiego w Kielcach – Oddział w Sandomierzu

## Sanok
- Uczelnia Państwowa im. Jana Grodka w Sanoku

## Siedlce
- Uniwersytet w Siedlcach
- Uniwersytet w Białymstoku – Wydział Zamiejscowy w Siedlcach
- Warszawski Uniwersytet Medyczny – Oddział w Siedlcach

## Sieradz
- Politechnika Łódzka – Oddział w Sieradzu
- Uniwersytet Łódzki – Oddział w Sieradzu

## Skierniewice
- Akademia Nauk Stosowanych Stefana Batorego

## Słubice
- Uniwersytet im. Adama Mickiewicza w Poznaniu – Oddział w Słubicach

## Słupsk
- Akademia Pomorska w Słupsku
- Politechnika Gdańska – Oddział w Słupsku

## Sopot
- Uniwersytet Gdański – Oddział w Sopocie

## Sosnowiec
- Śląski Uniwersytet Medyczny w Katowicach – Oddział w Sosnowcu
- Uniwersytet Śląski w Katowicach – Oddział w Sosnowcu

## Stalowa Wola
- Politechnika Rzeszowska im. Ignacego Łukasiewicza – Oddział w Stalowej Woli

## Starogard Gdański
- Uniwersytet Gdański – Oddział w Starogardzie Gdańskim

## Staszów
- Uniwersytet Ekonomiczny w Krakowie – Oddział w Staszowie

## Sulechów
- Państwowa Wyższa Szkoła Zawodowa w Sulechowie

## Suwałki
- Państwowa Wyższa Szkoła Zawodowa w Suwałkach
- Politechnika Białostocka Zamiejscowy Ośrodek Dydaktyczny w Suwałkach - Zamiejscowy Wydział Mechaniczny

## Szczecin
- Akademia Morska w Szczecinie
- Akademia Sztuki w Szczecinie
- Pomorski Uniwersytet Medyczny w Szczecinie
- Uniwersytet Szczeciński
- Zachodniopomorski Uniwersytet Technologiczny w Szczecinie

## Szczytno
- Wyższa Szkoła Policji w Szczytnie

## Śrem
- Uniwersytet im. Adama Mickiewicza w Poznaniu – Oddział w Śremie

## Tarnobrzeg
- Państwowa Akademia Nauk Stosowanych im. prof. Stanisława Tarnowskiego w Tarnobrzegu

## Tarnów
- Akademia Tarnowska
- Politechnika Krakowska im. Tadeusza Kościuszki – Oddział w Tarnowie
- Uniwersytet Ekonomiczny w Krakowie – Oddział w Tarnowie

## Tomaszów Mazowiecki
- Uniwersytet Łódzki – Filia Uniwersytetu Łódzkiego w Tomaszowie Mazowieckim

## Toruń
- Uniwersytet Mikołaja Kopernika w Toruniu
- Uniwersytet Warmińsko-Mazurski w Olsztynie – Oddział w Toruniu

## Tychy
- Politechnika Śląska w Gliwicach – Oddział w Tychach

## Wadowice
- Uniwersytet Ekonomiczny w Krakowie – Oddział w Wadowicach

## Wałbrzych
- Akademia Nauk Stosowanych Angelusa Silesiusa
- Uniwersytet Ekonomiczny we Wrocławiu – Oddział w Wałbrzychu
- Politechnika Wrocławska – Zamiejscowy Ośrodek Dydaktyczny w Wałbrzychu
- Uniwersytet Wrocławski – Oddział w Wałbrzychu

## Wałcz
- Akademia Nauk Stosowanych w Wałczu

## Warszawa
- Akademia Pedagogiki Specjalnej im. Marii Grzegorzewskiej w Warszawie
- Akademia Pożarnicza
- Akademia Sztuk Pięknych w Warszawie
- Akademia Sztuki Wojennej
- Akademia Teatralna im. Aleksandra Zelwerowicza w Warszawie
- Akademia Wychowania Fizycznego Józefa Piłsudskiego w Warszawie
- Chrześcijańska Akademia Teologiczna w Warszawie
- Politechnika Warszawska
- Szkoła Główna Gospodarstwa Wiejskiego w Warszawie
- Szkoła Główna Handlowa w Warszawie
- Uniwersytet Kardynała Stefana Wyszyńskiego w Warszawie
- Uniwersytet Muzyczny Fryderyka Chopina w Warszawie
- Uniwersytet Warszawski
- Warszawski Uniwersytet Medyczny
- Wojskowa Akademia Techniczna im. Jarosława Dąbrowskiego w Warszawie

## Wągrowiec
- Uniwersytet im. Adama Mickiewicza w Poznaniu – Oddział w Wągrowcu

## Wilno, Litwa
- Uniwersytet w Białymstoku – Oddział w Wilnie

## Włocławek
- Państwowa Akademia Nauk Stosowanych we Włocławku
- Uniwersytet Mikołaja Kopernika w Toruniu – Oddział we Włocławku

## Wrocław
- Akademia Muzyczna im. Karola Lipińskiego we Wrocławiu
- Akademia Sztuk Pięknych im. Eugeniusza Gepperta we Wrocławiu
- Akademia Wychowania Fizycznego we Wrocławiu
- Politechnika Wrocławska
- Uniwersytet Ekonomiczny we Wrocławiu
- Uniwersytet Medyczny we Wrocławiu
- Uniwersytet Przyrodniczy we Wrocławiu
- Uniwersytet Wrocławski
- Akademia Wojsk Lądowych im. gen. Tadeusza Kościuszki we Wrocławiu
- Akademia Sztuk Teatralnych im. Stanisława Wyspiańskiego w Krakowie – Wydział Aktorski i Wydział Lalkarski we Wrocławiu

## Zabrze
- Politechnika Śląska w Gliwicach – Oddział w Zabrzu
- Śląski Uniwersytet Medyczny w Katowicach – Oddział w Zabrzu

## Zamość
- Akademia Zamojska
- Uniwersytet Przyrodniczy w Lublinie – Oddział w Zamościu
- Wojskowa Akademia Techniczna im. Jarosława Dąbrowskiego w Warszawie – Oddział w Zamościu

## Zegrze
- Wojskowa Akademia Techniczna im. Jarosława Dąbrowskiego w Warszawie – Oddział w Zegrzu

## Zielona Góra
- Uniwersytet Zielonogórski
- Akademia Medyczna we Wrocławiu – Międzywydziałowy Ośrodek Dydaktyczny w Zielonej Górze
- Uniwersytet Szczeciński – Instytut Filozoficzno-Teologiczny im. Edyty Stein w Zielonej Górze

## Żywiec
- Politechnika Krakowska im. Tadeusza Kościuszki – Oddział w Żywcu